# Arbeitserzieher
Arbeitserzieher planen und gestalten arbeitserzieherische und arbeitstherapeutische Maßnahmen für Menschen mit und ohne Behinderung mit dem Ziel, sie in die Arbeitswelt einzugliedern, vorhandene Fähigkeiten und Fertigkeiten zu festigen, zu fördern und zu erhalten. So sind sie heute nicht nur in Werkstätten für Menschen mit Behinderung tätig, sondern auch im Bildungsbereich, Psychiatrien, der Straffälligenhilfe, Integrationsmaßnahmen und allen Einrichtungen mit psychosozialem Hintergrund. In der Schweiz wird der Beruf Arbeitsagoge genannt.

## Geschichte
Das Berufsbild des Arbeitserziehers wurde in den 1950er Jahren entwickelt, die Ausbildung zum Arbeitserzieher wurde 1960 staatlich anerkannt.
In Wilhelmsdorf in der Nähe des Bodensees entstand die erste Schule für Arbeitserziehung auf Initiative einer damaligen „Trinkerheilanstalt“. Die Mitarbeiter der Anstalt kamen in der Regel aus der Land- und Hauswirtschaft oder aus handwerklichen Berufen, hatten daher kaum Fachkenntnisse in sozialwissenschaftlichen oder medizinischen Fachgebieten wie Psychologie, Pädagogik oder Psychiatrie. Auch fehlte ihnen eine fundierte didaktisch-methodische Ausbildung.
So entwickelte die Gotthilf-Vöhringer-Schule in Wilhelmsdorf ein neues Berufsbild für die Arbeitserziehung, das in den folgenden Jahrzehnten kontinuierlich auch für andere Personenkreise weiterentwickelt wurde.
Auch Handwerker und Meister der damaligen Beschützende Werkstätten hatten erstmals die Möglichkeit, sich über zwei Jahre hinweg entsprechend ihrer speziellen Aufgaben pädagogisch und therapeutisch zu qualifizieren und den Berufsabschluss Arbeitserzieher zu erwerben.

## Ausbildung
Es gibt in Deutschland Berufsfachschulen für Arbeitserziehung, die zusammen mit den Praxiseinrichtungen das Berufsbild verändert und erweitert haben. Der Beruf ist staatlich anerkannt. Das Berufsbild hat sich im Lauf der Zeit erweitert und bezieht sich auf Tätigkeit in Werkstätten für Menschen mit Behinderungen, auf Bereiche der beruflichen und sozialen Rehabilitation, z. B. Berufsbildungswerk, Rehabilitationskliniken, Suchthilfe, Strafvollzug, Einrichtungen für arbeitslose Jugendliche und Erwachsene, Förderlehrgänge, Altenhilfe und unterstützende Tätigkeit in Schulen. Darüber hinaus sind Arbeitserzieher in der Kinder- und Jugendhilfe in allen ambulanten und stationären Einrichtungen als Fachkräfte anerkannt.
Voraussetzung für die Fachausbildung ist eine abgeschlossene, mindestens zweijährige Berufsausbildung. Falls kein mittlerer Bildungsabschluss vorliegt, muss zusätzlich eine zweijährige berufliche Tätigkeit nachgewiesen werden.
Die Ausbildung dauert mindestens zwei Jahre und erfolgt auf der Grundlage der Privatschulgesetze der betreffenden Bundesländer (schulische Ausbildung derzeit nur in Baden-Württemberg möglich) und der für diesen Beruf erlassenen Ausbildungs- und Prüfungsordnungen in zwei unterschiedlichen Formen, die jedoch nicht an allen Schulen gleichzeitig angeboten werden:
- 2 Jahre in Vollzeit mit anschließendem einjährigen Berufspraktikum (Anerkennungsjahr) in einer geeigneten Praxiseinrichtung oder
- 3 Jahre in dualer Form mit integriertem Berufspraktikum.

Beide Ausbildungen beinhalten 1800 Stunden theoretische Ausbildung und angeleitete Fachpraxis bzw. fachpraktische Aufgaben unter qualifizierter Anleitung in den o. g. Tätigkeitsfeldern im Umfang von 600 Stunden.
Die Ausbildung endet mit einer staatlichen Prüfung.
Nach bestandener Prüfung und absolviertem Berufspraktikum bzw. nach Abschluss der dreijährigen Ausbildung wird die staatliche Anerkennung beantragt und nach erfolgreichem Prüfungsgespräch vom Regierungspräsidium gewährt.

## Berufsverband für Arbeitserziehung e.V
Seit dem 13. Oktober 2020 gibt es den Berufsverband für Arbeitserziehung e.V mit Sitz in Marbach am Neckar. Der Berufsverband sieht sich als Vermittler, Ansprechpartner, Wegweiser, Aufklärer, Unterstützer und Impulsgeber. Er ist Bindeglied zwischen Sozialen Einrichtungen und Arbeitgebern, den Bildungsträgern und den Schulen und allen Arbeitserziehern. Der Berufsverband vertritt die Interessen der Arbeitserzieher und will gemeinsam mit den Mitgliedern die Zukunft des Berufs mitgestalten und in der Öffentlichkeit bekannter machen.

## Bundesarbeitsgemeinschaft der Berufsfachschulen für Arbeitserziehung
Um den hohen Qualitätsanspruch dieses Berufes zu gewährleisten, haben sich mehrere Berufsfachschulen für Arbeitserziehung zu einer Bundesarbeitsgemeinschaft zusammengeschlossen. Gemeinsam wurde ein verbindlicher Bildungsplan mit den Standards der Berufsausbildung erarbeitet und veröffentlicht. Die Mitgliedsschulen der Bundesarbeitsgemeinschaft sehen ihre Aufgabe darin, eine praxisnahe Ausbildung auf hohem Niveau zu gewährleisten. Dies erreichen sie über eine Einbettung der klassischen Fächer in Lernbereiche, die eine vernetzte und fallbezogene Unterrichtsgestaltung unterstützen.